# St Newlyn East
St Newlyn East – wieś w Anglii, w Kornwalii. Leży 44 km na północny wschód od miasta Penzance i 369 km na zachód od Londynu.